# Освајачи олимпијских медаља у атлетици — 1.500 метара за мушкарце
Освајачи олимпијских медаља у атлетици за мушкарце у дисциплини 1.500 метара, приказани су у следећој табели, а резултати су дати у минутима.
| Олимпијске игре             |                                       | Резултат   |                                           | Резултат |                                      | Резултат |
| Атина 1896. детаљи          | Теди Флек Аустралија                  | 4:33,2     | Артур Блејк САД                           | 4:34,0   | Албен Лермизио · Француска           | 4:37,0   |
| Париз 1900. детаљи          | Чарлс Бенет · Уједињено Краљевство    | 4:06,2 НРС | Анри Делож · Француска                    | 4:07,0   | Џон Бреј САД                         | 4:10,2   |
| Сент Луис 1904. детаљи      | Џим Лајтбоди САД                      | 4:05,4 ОР  | Вилијам Вернер САД                        | 4:06,8   | Лејси Херн САД                       | ?        |
| Атина 1906.                 | Џим Лајтбоди САД                      | 4:12,0     | Џон Макгоф · Уједињено Краљевство         | 4:12,6   | Кристијан Хелстрем · Шведска         | 4:13,4   |
| Лондон 1908. детаљи         | Мел Шепард САД                        | 4:03,4 ОР  | Харолд Вилсон · Уједињено Краљевство      | 4:03,6   | Норман Халоуз · Уједињено Краљевство | 4:04,0   |
| Стокхолм 1912. детаљи       | Арнолд Џексон Уједињено Краљевство    | 3:56,8 ОР  | Ејбел Кивјат САД                          | 3:56,9   | Норман Тејбер САД                    | 3:56,9   |
| Антверпен 1920. детаљи      | Алберт Хил · Уједињено Краљевство     | 4:01,8     | Филип Ноел-Бејкер · Уједињено Краљевство  | 4:02,3   | Лоренс Шилдс САД                     | 4:03,0   |
| Париз 1924. детаљи          | Паво Нурми · Финска                   | 3:53,6 ОР  | Вили Шерер · Швајцарска                   | 3:55,0   | Хенри Столард · Уједињено Краљевство | 3:55,6   |
| Амстердам 1928. детаљи      | Хари Ларва · Финска                   | 3:53,2 ОР  | Жил Ладумег · Француска                   | 3:53,8   | Еино Пурје · Финска                  | 3:56,4   |
| Лос Анђелес 1932. детаљи    | Луиђи Бекали Краљевина Италија        | 3:51,2 ОР  | Џери Корнс · Уједињено Краљевство         | 3:52,6   | Фил Едвардс Канада                   | 3:52,8   |
| Берлин 1936. детаљи         | Џек Лавлок Нови Зеланд                | 3:47,8 СР  | Глен Канингам САД                         | 3:48,4   | Луиђи Бекали Краљевина Италија       | 3:49,2   |
| Лондон 1948. детаљи         | Хенри Ериксон · Шведска               | 3:49,8     | Ленарт Странд · Шведска                   | 3:50,4   | Вим Слајкхојс · Холандија            | 3:50,4   |
| Хелсинки 1952.              | Жози Бартел · Луксембург              | 3:45,28 ОР | Боб Макмилен САД                          | 3:45,39  | Вернер Луег Западна Немачка          | 3:45,67  |
| Мелбурн 1956.               | Рон Делејни · Ирска                   | 3:41,49 ОР | Клаус Рихтценхајн · Уједињени тим Немачке | 3:42,02  | Џон Ланди · Аустралија               | 3:42,03  |
| Рим 1960.                   | Херб Елиот · Аустралија               | 3:35,6 ОР  | Мишел Жази · Француска                    | 3:38,4   | Иштван Рожавелђи · Мађарска          | 3:39,2   |
| Токио 1964.                 | Питер Снел · Нови Зеланд              | 3:38,1     | Јозеф Одложил · Чехословачка              | 3:39,6   | Џон Дејвис · Нови Зеланд             | 3:39,6   |
| Мексико Сити 1968.          | Кип Кеино · Кенија                    | 3:34,91 ОР | Џим Рајан · САД                           | 3:37,89  | Бодо Тимлер Западна Немачка          | 3:39,08  |
| Минхен 1972.                | Пека Васала · Финска                  | 3:36,33    | Кип Кеино · Кенија                        | 3:36,81  | Род Диксон · Нови Зеланд             | 3:37,46  |
| Монтреал 1976. детаљи       | Џон Вокер · Нови Зеланд               | 3:39,17    | Иво Ван Дам · Белгија                     | 3:39,27  | Паул Хајнц Велман Западна Немачка    | 3:39,33  |
| Москва 1980. детаљи         | Себастијан Коу · Уједињено Краљевство | 3:38,40    | Јирген Штрауб · Источна Немачка           | 3:38,80  | Стив Овет · Уједињено Краљевство     | 3:38,99  |
| Лос Анђелес 1984. детаљи    | Себастијан Коу · Уједињено Краљевство | 3:32,53 ОР | Стив Крам · Уједињено Краљевство          | 3:33,40  | Хосе Мануел Абаскал · Шпанија        | 3:34,30  |
| Сеул 1988. детаљи           | Питер Роно · Кенија                   | 3:35,96    | Питер Елиот · Уједињено Краљевство        | 3:36,15  | Јенс Петер Херолд · Источна Немачка  | 3:36,21  |
| Барселона 1992. детаљи      | Фермин Качо · Шпанија                 | 3:40,12    | Рашид Ел Басир · Мароко                   | 3:40,62  | Мухамед Сулејман · Катар             | 3:40,69  |
| Атланта 1996. детаљи        | Нуредин Морсели · Алжир               | 3:35,78    | Фермин Качо · Шпанија                     | 3:36,40  | Стивен Кипкорир · Кенија             | 3:36,72  |
| Сиднеј 2000. детаљи         | Ноа Нгени · Кенија                    | 3:32,07 ОР | Хишам ел Геруж · Мароко                   | 3:32,32  | Бернард Легат · Кенија               | 3:32,44  |
| Атина 2004. детаљи          | Хишам ел Геруж · Мароко               | 3:34,18    | Бернард Легат · Кенија                    | 3:34,30  | Руи Силва · Португалија              | 3:34,68  |
| Пекинг 2008. детаљи         | Асбел Кипруто Кипроп · Кенија         | 3:33,11    | Николас Вилис · Нови Зеланд               | 3:34,16  | Мехди Бала · Француска               | 3:34,21  |
| Лондон 2012. детаљи         | Тауфик Махлуфи · Алжир                | 3:34,08    | Леонел Манзано · САД                      | 3:34.79  | Абдалати Игидер · Мароко             | 3:35,13  |
| Рио де Жанеиро 2016. детаљи | Метју Сентровиц · САД                 | 3:50,00    | Тауфик Махлуфи · Алжир                    | 3:50,11  | Николас Вилис · Нови Зеланд          | 3:50,24  |
| Токио 2020. детаљи          | Јакоб Ингебригтсен Норвешка           | 3:28,32 ОР | Тимоти Черијот Кенија                     | 3:29,01  | Џош Кер Уједињено Краљевство         | 3:29,05  |
| Париз 2024. детаљи          | Кол Хокер САД                         | 3:27,65 ОР | Џош Кер Уједињено Краљевство              | 3:27,79  | Јаред Нугус САД                      | 3:27,80  |
| Лос Анђелес 2028.           |                                       |            |                                           |          |                                      |          |

НРС= најбољи резултат на свету, ОР = олимпијски рекорд
1. ↑  На десетогодишњицу првих модерних Олимпијских игара одржане су 1906. у Атини тзв. Олимпијске међуигре у организацији МОК-а. Медаље освојене на овим Играма се према тумачењу МОК-а службено не рачунају као олимпијске медаље.
2. ↑  На Олимпијским играма 1956, 1960, 1964 такмичари из Источне и Западне Немачке наступали су као једна екипа под заставом Немачке са олимпијским кругови у средњем црвеном пољу
3. ↑  29. априла 2009, МОК због допинга је дисквалификовао победника Рашида Рамзија из Бахреина и казнио га одузимањем титуле победника и златне медаље са забраном такмичења у наредне 2 године, а титула је додељена другопласираном, са померањем осталих такмичара за по једно место

## Биланс медаља, мушки 1.500 м
|     | Држава                    | Злато | Сребро | Бронза | Укупно |
| --- | ------------------------- | ----- | ------ | ------ | ------ |
| 1.  | Уједињено Краљевство      | 6     | 6      | 4      | 16     |
| 2.  | Кенија                    | 4     | 3      | 2      | 9      |
| 3.  | Сједињене Америчке Државе | 3     | 7      | 5      | 15     |
| 4.  | Нови Зеланд               | 3     | 1      | 2      | 6      |
| 5.  | Финска                    | 3     | -      | 1      | 4      |
| 6.  | Алжир                     | 2     | -      | -      | 2      |
| 7.  | Мароко                    | 1     | 2      | 1      | 4      |
| 8.  | Шпанија                   | 1     | 1      | 1      | 3      |
| 9.  | Шведска                   | 1     | 1      | -      | 2      |
| 10. | Италија                   | 1     | -      | 1      | 2      |
| 10. | Аустралија                | 1     | -      | 1      | 2      |
| 12. | Ирска                     | 1     | -      | -      | 1      |
| 12. | Луксембург                | 1     | -      | -      | 1      |
| 12. | Норвешка                  | 1     | -      | -      | 1      |
| 15. | Француска                 | -     | 3      | 2      | 5      |
| 16. | Источна Немачка           | -     | 1      | 1      | 2      |
| 17. | Белгија                   | -     | 1      | -      | 1      |
| 17. | Уједињени тим Немачке     | -     | 1      | -      | 1      |
| 17. | Чехословачка              | -     | 1      | -      | 1      |
| 17. | Швајцарска                | -     | 1      | -      | 1      |
| 21. | Западна Немачка           | -     | -      | 3      | 3      |
| 22. | Канада                    | -     | -      | 1      | 1      |
| 22. | Катар                     | -     | -      | 1      | 1      |
| 22. | Мађарска                  | -     | -      | 1      | 1      |
| 22. | Португалија               | -     | -      | 1      | 1      |
| 22. | Холандија                 | -     | -      | 1      | 1      |
|     | Укупно 26 земаља          | 29    | 29     | 29     | 87     |